# Are You Going with Me?
Are You Going with Me? ist ein Instrumentalstück von Pat Metheny und Lyle Mays aus dem Jahr 1981. Veröffentlicht wurde es als zweiter Titel auf dem im Mai 1982 erschienenen Album Offramp der US-amerikanischen Pat Metheny Group.

## Besetzung
Zur Pat Metheny Group gehörten damals Pat Metheny (Gitarre, Gitarren-Synthesizer, Synclavier), Lyle Mays (Piano, Synthesizer, Elektronische Orgel, Synclavier), Steve Rodby (Bass), Danny Gottlieb (Schlagzeug), Naná Vasconcelos (Percussion, Berimbau).

## Musik
Zwei Auftakt-Schläge leiten über zu einem kurzen Schlagzeug- und Bass-Intro; der hier entworfene ostinate Grundrhythmus setzt sich, begleitet von eher leisen Gitarren- und Synthesizerklängen, über weite Strecken des Stücks fort. Zwei Synthesizer-Soli mit Mundharmonika- und Trompetenimitationen hintereinander leiten über zu einem Gitarrensolo am Schluss. Ein knapp einminütiges Outro unter Beteiligung aller Instrumente beschließt den Song.

## Hintergrund
Pat Metheny beschrieb in seinem Songbook, dass ihm die Idee zum Stück während eines Wald-Spaziergangs im Sommer gekommen sei. Daneben gibt es auch leichte Anklänge an brasilianische Bossa-Nova-Klänge.

## Kritiken
Der Song, den Pat Metheny bei nahezu allen seinen Konzerten spielte, wurde wiederholt von den Kritikern gelobt; Michael Pilz bezeichnet ihn als „herzergreifenden Standard“. Die Guiness Encyclopedia of Popular Music beschreibt ihn als wonderfully contagious and arresting („wunderbar ansteckend und fesselnd“).

## Coverversionen
Anna Maria Jopek nahm den Song auf ihrem Album Upojenie (2002) auf. Weitere Versionen stammen von Bradford Rogers (2010) und Noël Akchoté (2016). Aus dem Jahr 2017 stammt eine weitere Coverversion mit dem französischen Titel Tu Viens Avec Moi? des britischen Musikproduzenten und DJ's Goldie.